# 中高瀬観音山遺跡
座標: 北緯36度30分48秒 東経139度02分23秒 / 北緯36.51333度 東経139.03972度
中高瀬観音山遺跡（なかたかせかんのんやまいせき）は、群馬県富岡市岡本・中高瀬にある弥生時代を中心とする複合遺跡。1997年（平成9年）3月17日に国の史跡に指定された。

## 位置と概要
中高瀬観音山遺跡は、富岡市街地南方、通称「離れ山」と呼ばれる独立丘陵上に位置する、弥生時代後期を中心とする集落跡である。「離れ山」は、北側は鏑川によって形成された河岸段丘、南側は野上川等の小河川によって浸食された谷になっており、南北の幅は約500メートル、東西の長さは約3キロに及ぶ。遺跡はこの丘陵の中央部西寄りに位置する。遺跡地の最高所は標高249メートルの尾根で、遺構はこの尾根から北へ向けて下る緩斜面と、その北方の平坦部にかけて分布する。弥生時代後期の建物跡は、この平坦部に集中する。平坦部の標高は225メートルほどで、北側は段丘崖、東と西は谷によって浸食され、いずれも急斜面になっている。崖下の水田（下位段丘面）との比高は50メートル以上あり、遺跡は周囲の眺望の良い場所に位置している。当地には縄文時代から中世に至る遺構が所在するが、その8割は弥生時代後期のものである。
上信越自動車道の建設工事に先立ち、1989年に財団法人群馬県埋蔵文化財調査事業団による発掘調査が実施された。その結果、当地には縄文、弥生、古墳、奈良の各時代の遺跡が存在し、なかでも弥生時代後期に大規模な集落が営まれていたことがわかった。日本道路公団は、富岡市及び群馬県教育委員会からの遺跡保存に関する要望を受け、上信越自動車道のルートの一部をトンネル化し、遺跡が保存されることとなった。その後1990年に群馬県教育委員会による確認調査が実施された。富岡市では遺跡地を将来的に歴史公園として整備することを計画し、国の史跡指定をめざすこととなった。そのため1990年と1991年に遺跡範囲確認調査を実施。遺跡は1997年3月17日付けで国の史跡に指定された。指定面積は47,329.28平方メートルである。1999年には都市計画決定が行われ、史跡指定地4.7ヘクタールを含む21.6ヘクタールが都市公園として整備されることとなった。
本遺跡では、竪穴建物跡約140棟、掘立柱建物跡10棟、柵列跡、土壙などが検出されている。観音山地区と呼ばれる、上信越自動車道のトンネル直上の平坦地に主要な遺構が集中している。そこから南へ上る緩斜面には溝（堀）が切られ、その南の尾根上の小平坦地にも小規模な集落が形成され、方形周溝墓が1基検出されている。遺構は弥生後期のものが主体だが、南の尾根上には弥生中期の建物跡も存在する。

## 遺跡の性格
本遺跡は、前述のとおり、周囲の水田との比高50から60メートルの見晴らしの良い場所に位置する高地性集落である。本遺跡の最盛期であった弥生時代後期は、中国の史書（『魏志倭人伝』、『後漢書』「東夷伝」）に「倭国乱」「倭国大乱」と記された時代であり、本遺跡にも木柵、物見台、狼煙など、戦乱への備えのための遺構が見出される。近年の研究により、倭国大乱の時代は、降水量がきわだって多かった時期であることが判明しており、気候変動が社会の不安定の一因であったともいわれている。本遺跡は周辺の弥生時代後期の遺跡に比べて規模が大きく、前後200年以上にわたって存続していることから、軍事的防御のみに特化した集落ではなく、地域の拠点集落でありながらきわだった高地に位置する、特異な遺跡と位置付けることができる。本遺跡の西方の丘陵上には、古墳時代前期の北山茶臼山古墳及び北山茶臼山西古墳があり、前者からは三角縁神獣鏡が出土している。年代的には、本遺跡の集落に住んでいた人々の後の世代がこれらの古墳を築造したことも想定される。

## 遺構
検出された竪穴建物跡は、長軸11メートル、短軸7メートルほどの大型のものから、5メートル×3メートルほどの小型のものまである。建物内部は北側に炉、南側に梯子を設けるものが一般的である。一般的な建物のほか、建物と外部の土壙とをトンネルで繋いだ特殊な建物が8棟ある。集落の変遷は第Ⅰ-第Ⅲ段階に分けて考えられている。第Ⅰ段階は中型建物が主体で、集落は中央平坦地（観音山地区）に集中している。第Ⅱ段階は斜面部にも建物が営まれるようになり、建物の規模は大型から小型まで多様化する。第Ⅲ段階は弥生後期終末から古墳時代にかかる時期で、観音山地区の集落は消滅し、西方の庚申山に小規模な集落が営まれる。検出された竪穴建物跡のうち3割以上が火災で焼失したもので、炭化材が検出されている。「075遺構」と名付けられた建物跡では、樹種特定された炭化材のうち7割がクリ材で、最大の柱はカヤ（榧）材であった。また屋根葺材はカヤ（茅）及びススキを使用していたとみられる。
掘立柱建物跡は、西側の傾斜地に方一間（柱間が正面・側面ともに1間）のものがあり、尾根上にはこれより規模の大きい建物跡があって、両者は用途を異にしているとみられる。方一間の建物跡については、物見台とする見方がある。
柵列跡は西側の傾斜地、及び、中央平坦地の縁辺（斜面部との境）に見出される。柱穴の径は15から30センチ、深さは50センチほどである。
中央平坦地には、焼土の詰まった土壙2基が確認されており、他遺跡の類例との比較から、これらは狼煙跡とみられる。
出土する土器は大半が弥生後期の樽式である。他に鉄鏃、石鏃、石包丁、石斧、紡錘車、土製勾玉、ガラス玉などが出土している。